# طنامل الشرقي
قرية طنامل الشرقي هي إحدى القرى التابعة لمركز أجا في محافظة الدقهلية في جمهورية مصر العربية. حسب إحصاءات سنة 2006، بلغ إجمالي السكان في طنامل الشرقي 9973 نسمة، منهم 5052 رجل و4921 امرأة. تشتهر القرية بصناعة التريكو.

## التاريخ
قرية طنامل الشرقي من القرى القديمة، واسمها الأصلي وقت الفتح الإسلامي لمصر طاء النمل، وقد وردت باسم طُنّامل في أعمال الشرقية ضمن قرى الروك الصلاحي التي أحصاها ابن مماتي في كتاب قوانين الدواوين، كما وردت باسم طنامن في أعمال الشرقية ضمن قرى الروك الناصري التي أحصاها ابن الجيعان في كتاب «التحفة السنية بأسماء البلاد المصرية». وفي العصر العثماني كان اسمها في تربيع سنة 933هـ/1527م الذي أجراه الوالي العثماني سليمان باشا الخادم في عصر السلطان العثماني سليمان القانوني طنامل ضمن قرى ولاية "الدقهلية"، وفي تاريخ 1228هـ/1813م الذي عدّ قرى مصر بعد المسح الذي قام به محمد علي باشا باسم طنامل الشرقية ضمن قرى مديرية الدقهلية.